# Carla Lonzi
Carla Lonzi (Florència, 6 de març de 1931 – Milà, 2 d'agost de 1982) fou una escriptora i crítica d'art italiana, feminista i teòrica de l'autoconsciència i del feminisme de la diferència sexual. Fou cofundadora de Rivolta Femminile a inicis dels anys setanta.

## Biografia
Carla Lonzi nasqué en una família de la mitjana burgesia florentina, propietària d'una petita companyia industrial familiar. El pare Agostino fou artesà i la mare Giulia Matteini treballà com mestra. Carla Lonzi fou la primera de quatre germans: Lidia, Marta, Vittorio i Alfredo.
Després de l'estiu del 1940, amb tan sols nou anys, decidí quedar-se durant tres anys al col·legi Badia de Rivoli, on visqué fins a l'any 1943 quan el seu pare decidí fer-la tornar a casa. Des de finals del 1943 fins a principis del 1950 tornà a viure amb la seva família a Radda in Chianti, on els pares s'havien traslladat en temps de guerra per fugir dels freqüents bombardejos de Florència.
Després d'haver cursat els estudis a l'institut Michelangelo, Lonzi es matriculà a la facultat de lletres de la Universitat de Firenze. L'any 1952 es traslladà París, però torna a Firenze molt aviat a causa d'una inflamació pulmonar. La seva relació amb el pare i amb la família, ja tensa, empitjorà especialment durant el període universitari, sense arribar a afectar els seus estudis. A la Universitat conegué la Marisa Volpi, amb qui publicà, l'any 1955, el seu primer escrit sobre art (un article sobre Ben Shan i el Paragoneun). El 1956 es llicencià amb la màxima puntuació. La seva tesi, titulada Relacions entre l'escena i les arts figuratives des de finals del Vuit-cents, fou molt apreciada per Roberto Longhi i, successivament, publicada per Olschki (Florència 1996). Amb una ferma convicció decidí fer-se autònoma per tal de forjar-se una carrera ella sola en el món laboral. L'any 1954 s'afilià al Partit Comunista Italià i, seguidament, a principis dels anys setanta, es comprometé amb el naixent moviment feminista.

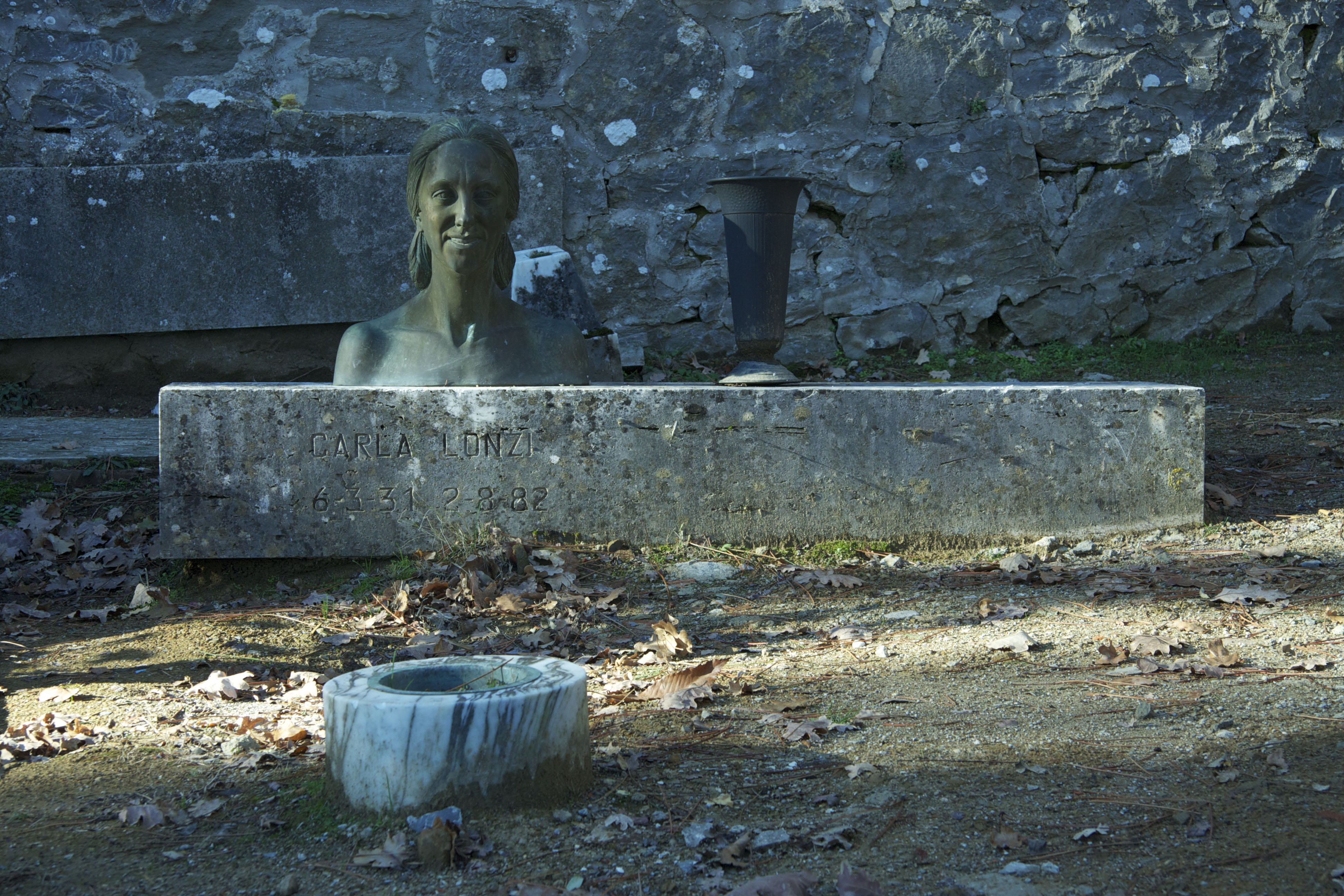
La tomba de Carla Lonzi a la Toscana

Durant un breu període Carla Lonzi treballà a Roma com a secretària, a prop de l'Acadèmia Nacional de Dansa de Jia Ruskaja, on conegué a Mario Lena, químic industrial, compromès amb el Sindicat i el Partit Comunista (PCI). El desembre de 1957 anaren viure junts i es casaren l'any següent. Tingueren un fill, en Battista Lena. Carla Lonzi visqué el seu matrimoni, i la institució que suposava, d'una manera conflictiva. Poc després se separà del seu marit.
Durant aproximadament 10 anys exercí com a crítica d'art. L'any 1960 dirigí la seva primera mostra d'art a la galeria Notizie de Torí, anomenada La Gibigianna de Pinot Gallizio. També participà en revistes com Marcatré.
Entre el 1962 i el 1967 Lonzi gestionà i dirigí nombroses exposicions dels més importants artistes italians i internacionals. Al final d'aquest període, es traslladà amb Pietro Consagra a Minneapolis, on s'entrevistà amb tretze dels més grans artistes actius a Itàlia. Nasqué així el llibre Autoritratto publicat a De Donato, la tardor de 1969. Aquest text, considerat com un dels seus llibres més importants, reprodueix les entrevistes realitzades amb els tretze artistes, i atorga particular importància al diàleg entre Lonzi i Carla Accardi. L'ús de la gravadora, una novetat absoluta a l'època, li permet reproduir la veu de l'artista, sense cap filtre lingüístic d'un crític. L'atenció a la subjectivitat femenina destaca amb força en el diàleg entre Lonzi i Accardi.
De l'art no li interessava l'obra ni el producte, sinó la manifestació de l'autenticitat de l'artista. Aquest és el tret característic i comú de tota la seva carrera com a crítica d'art, escriptora i feminista. Amb la presa de consciència feminista madurà en Carla Lonzi la convicció per la qual hi havia una distinció entre autenticitat i creativitat. L'afirmació de la creativitat d'alguns per mitjà d'un sistema cultural produeix, segons Lonzi, projecció i passivitat en qui actua com a espectador i espectadora. Per aquesta raó, posar en discussió el rol del crític és el pas necessari per sostreure l'art del "mite cultural" en el qual es troba atrapat, i permetre així que la creativitat de cadascun/a entri en relació amb el nucli de l'autenticitat, que és part de l'experiència artística. Amb el seu llibre Autoritratto Lonzi conclou la seva activitat com a crítica d'art, amb un judici radical: «L'acte crític complet i verificable és el que forma part de la creació artística» (Lonzi, 1969, p. 3); per això, és necessari negar el rol del crític, en tant que potestat i ideologia sobre l'art i sobre els artistes.
"La nostra societat ha parit una absurditat quan ha institucionalitzat el moment crític distingint-lo d'aquell creatiu i atribuint-li el poder cultural i pràctic sobre l'art i sobre els artistes. Sense adonar-se que l'artista és naturalment crític, implícitament crític, precisament per la seva estructura creativa.”
Aquests són els anys de la contestació, de la rebel·lió i del rebuig del model d'una dona subalterna i sotmesa al poder masculí. Carla Lonzi s'apropa aleshores al feminisme i funda, juntament amb Elvira Banotti i Carla Accardi, el grup Rivolta Femminile. Escrigueren col·lectivament el Manifesto di Rivolta Femminile l'any 1970, a partir del qual s'inspiren els primers grups feministes italians. El mateix any funda una petita editorial, amb la qual publica dos assajos:
- Sputiamo su Hegel (1970). Un llibre en el qual critica l'enfocament i el plantejament patriarcal de la política marxista i comunista.
- La donna clitoridea e la donna vaginale (1971). A través de la confrontació de fonts, des de la psicoanàlisi de Sigmund Freud i Wilhelm Reich, la paleantropologia de Desmond Morris, fins al Kamasutra, l'autora sosté que el mite de l'orgasme vaginal és un fet funcional al model patriarcal de la complementarietat de la dona vers l'home. Si en el moment de la reproducció aquesta complementarietat entre home i dona és admesa, no ho hauria de ser, en canvi, en el moment eròtic-sexual. Tal com diu l'íncipit de l'obra:

"El sexe femení és clitorià, el sexe masculí és el penis. La vagina és la cavitat del cos femení que acull l'esperma de l'home i el remet a l'úter, per tal que es fecundi l'òvul"
Continua:
"Els rols d'esposa i de mare a través dels quals la dona hauria de realitzar-se, s'arrisquen així a revelar-se com una estructura alienada: la llibertat sexual del matrimoni i la maternitat, per lliure elecció, tendeixen a retornar dignitat social a aquests rols, però són substitutoris de contingut alliberador, de veritables i pròpies reformes […] la dona descobreix la circumstància per dur a terme aquest salt de civilització que correspon al seu ingrés en la relació eròtica com a subjecte. És aleshores quan un òrgan de plaer independent de la procreació, tal com el clítoris, perd aquell rol secundari i transitori en la sexualitat femenina, que havia estat decretat pel patriarca, i esdevé l'òrgan sobre la base del qual "la natura" autoritza i sol·licita un tipus de sexualitat no reproductiva.
(La donna vaginale e la donna clitoridea)
"El plaer vaginal no és per a la dona el plaer més profund i complet, sinó el plaer oficial de la cultura sexual patriarcal."

(La donna vaginale e la donna clitoridea) 
Amb aquesta obra l'escriptora situa el plaer com un dels vessants centrals de la formació de la identitat, identificant el rol de la dona respecte a la agressivitat primitiva de l'home. Aquest escrit, més enllà de suscitar diverses discussions a l'interior dels diferents grups feministes, suposà l'aprofundiment en l'autoconsciència pròpia d'aquests grups. La necessitat de posar en qüestió el sistema patriarcal era l'essència de Rivolta Femminile, o millor dit, el desig i la possibilitat d'esdevenir un subjecte que pot identificar-se com a dona sense negar la diferència substancial amb l'home.
L'any 1973 Carla Lonzi deixa Rivolta Femminile. L'any següent surt el recopilatori “Libretti verdi”, que comprèn la reedició dels seus escrits, entre els quals apareixen també els articles signats com a Rivolta Femminile.
L'any 1978 es publica Taci al contrari parla. Diario di una femminista, el diari personal de Carla Lonzi, escrit entre el 1972 i el 1977. Aquest diari aporta llum a les etapes de la seva vida i en destaca el seu compromís polític com a feminista. Al llarg de cinc anys Carla Lonzi afronta el deure d'escriure un diari, sotmetent-se a una llarga iniciació a l'autenticitat, a una llibertat que es nodreix d'autonomia i no d'oposició. D'aquesta manera permetia a les relacions de la vida fugir de la constant reclusió en els rols. El llibre recorre el camí de la fi de l'amistat amb Carla Accardi i el retir de l'autora del món dels artistes. En aquest llibre Carla Lonzi canvia la seva concepció de l'artista, que en un inici havia exaltat com a autèntic i lliure i que, en canvi, participaria ara de la marginalització i de l'exclusió de les dones. En aquest text Lonzi incita a abandonar el camí de la creativitat de tipus patriarcal i prendre la via de l'autoconsciència feminista.

“Ara existeixo”, escriu Carla Lonzi al final del seu diari: 
“Aquesta certesa em justifica i em confereix aquella llibertat en la qual he cregut jo sola i que he trobat el mitjà per obtenir. Totes les distincions, les categories que expressaven precisament el constituir-se de la meva identitat a partir de la dissensió - no veia cap altre camí, en tant que dona - no em pertanyen més: faig això que vull, aquest és el sentit que m'apareix en cada circumstància, no m'adhereixo a d'altres més que a aquest." 
L'any 1980 Carla Lonzi llença un nou recopilatori, “Prototipi”, amb Vai pure, que conté els diàlegs entre ella i Pietro Consagra, amb qui aquell any travessava un període de crisi. Després d'uns mesos de distanciament es retrobaren i es publicaren els diàlegs més significatius.
Operada de càncer al Canton hospital de Zuric el 15 desembre 1981, Carla Lonzi mor l'agost del 1982 a Milà. És enterrada al cementiri de Turicchi.

### Rivolta Femminile

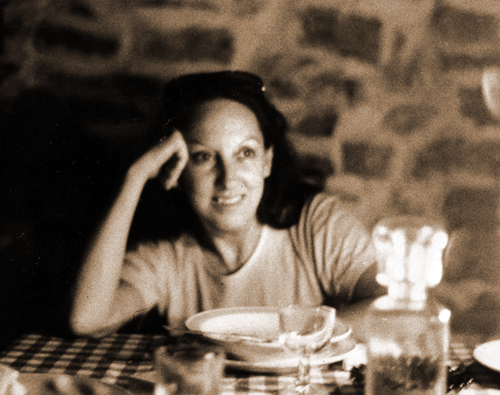
Carla Lonzi

El Manifesto di Rivolta Femminile de 1970 és l'acte constitutiu d'un dels primers grups feministes italians. Escrit entre Carla Lonzi, Carla Accardi i Elvira Banotti, el manifest suposa l'embrió de totes les anàlisis que el feminisme faria propis: l'afirmació i l'orgull de la diferència contra la reivindicació de la igualtat, la negació de la complementaritat de les dones en qualsevol àmbit de la vida, la crítica a la institució del matrimoni, el reconeixement de la feina de les dones com una feina productiva, la centralitat del cos i la reivindicació d'una sexualitat subjectiva i desvinculada de les peticions masculines.
Carla Lonzi i Rivolta Femminle van representar una avantguarda, ja que anticiparen a bastament els punts neuràlgics que representarien després a tot el moviment feminista. Aconseguiren intuir, des del principi, algunes pràctiques imprescindibles, com ara el separatisme i l'autoconsciència. La primera subratlla el caràcter distintiu del Manifesto: la comunicació tan sols entre dones. La segona es refereix a l'autonomia obtinguda en l'espai privat i en el públic, a les relacions entre les dones i al seu testimoni. Rivolta Femminile va representar també una experiència absolutament original, per alguns trets distintius, com l'ús constant de l'escriptura i la importància que li atribuïren, amb la i consegüent publicació de nombrosos textos a través de la fundació d'una editorial pròpia, anomenada així mateix Rivolta Femminile.

### Sputiamo su Hegel
El mateix any en què es publica el Manifesto, Carla Lonzi va escriure Sputiamo su Hegel, escrit dirigit principalment a les dones per convidar-les a prendre partit en el feminisme:
“He escrit Escopim sobre Hegel perquè em quedava parada al constatar que gairebé la totalitat de les feministes italianes donava més crèdit a la lluita de classe que a la seva pròpia opressió.”
Rivolta Femminile fou diferent dels diversos grups que es van formar en aquell període perquè ocupà una posició oposada a la de la política d'esquerres, però sobretot perquè no pertanyia a la generació del ‘68. Lonzi va afirmar en una carta a L'Espresso que el feminisme no era un moviment juvenil assumit ni propi del moviment del ‘68, sinó que era precisament malgrat el maig del '68 que les dones s'havien apropat al feminisme.

### Sexualitat femenina i avortaments
En el seu text Sessualità femminile e aborti, publicat l'any 1971, Lonzi no es posicionà ni a favor ni en contra de la legalització. Segons Carla Lonzi aquesta posició naixia de la voluntat d'apartar l'eix del centre de la qüestió i impedia interrogar-se sobre "si la sexualitat femenina tenia una expressió autèntica en les formes que després suposen quedar-se embarassada". Lonzi expressà així el temor pel qual prendre partit a favor de l'avortament podria legitimar formes de sexualitat que conduirien a la colonització dels cossos de les dones. Carla Lonzi trencà amb el marxisme, entès com una anàlisi parcial i incompleta, ja que es desenvolupa sense tenir en compte més de la meitat del gènere humà en la seva especificitat. 
"Nosaltres no posem en discussió el socialisme i la dictadura del proletariat. La força de l'home rau en la seva identificació amb la cultura, la nostra rau en refutar-la. Escopim sobre Hegel. Estem en contra del matrimoni. Acollim la lliure sexualitat en totes les seves formes. La curiositat i els jocs sexuals són un dret de les adolescents i de les nenes. La dona està cansada de criar un fill que esdevindrà un mal amant. Comuniquem només amb dones."

(Manifest de Rivolta Femminile)
Lonzi va cercar de comprendre la connexió entre reproducció i sexualitat, desenvolupada en la cultura patriarcal. L'any 1975 Pier Paolo Pasolini va criticar, a Il Corriere della Sera, el moviment feminista per no haver afrontat la qüestió de la sexualitat i el vincle entre coit i avortament. Tot i la resposta de Carla Lonzi, no s'arribà a establir un diàleg.
Fortament anti-ideològica, Lonzi advertí i expressà, en nombroses ocasions, el temor que les pròpies reflexions poguessin ser transformades en decàlegs del feminisme i en principis ideològics.
Rivolta Femminile fou el col·lectiu capdavanter de la descoberta i l'actuació dels nusos crucials del desenvolupament del feminisme italià.

## Obres

### Assajos
- Ben Shahn, amb Marisa Volpi a "Paragone Arte", n. 69, 1955], 38–61.[9]
- Tre saggi su Ottone Rosai, amb Roberto Tassi i Filiberto Menna, 1958
- Quadri, films e balletti astratti, a "L'approdo letterario", abril-juny, 1959, 119-120.
- Henri Rousseau, amb Robert Martin, Fabbri, Milà, 1966-1978
- Georges Seurat, Milà, Fabbri, 1966; 1978.
- Mario Nigro], amb Paolo Fossati], Milà, Scheiwiller, 1968
- Sputiamo su Hegel, Roma, Editoriale grafica, 1970
- La donna clitoridea e la donna vaginale e altri scritti, Roma, Editoriale grafica,1971
- È già politica, amb Maria Grazia Chinese], Marta Lonzi i Anna Jaquinta], Milà, Scritti di Rivolta Femminile, 1977
- La presenza dell'uomo nel femminismo, amb Marta Lonzi i Anna Jaquinta, Milano, Scritti di Rivolta Femminile, 1978
- Taci, anzi parla. Diario di una femminista, Milà, Scritti di Rivolta Femminile, 1978
- Vai pure. Dialogo con Pietro Consagra, Milà, Scritti di Rivolta Femminile, 1980
- Armande sono io, Milà, Scritti di Rivolta Femminile, 1992
- Rapporti tra la scena e le arti figurative dalla fine dell'800, Florència, Olschki, 1995

### Entrevistes
- Autoritratto. Accardi, Alviani Castellani, Consagra, Fabro, Fontana, Kounellis, Nigro, Paolini, Pascali, Rotella, Scarpitta, Turcato, Twombly, Bari, De Donato, 1969.

### Poesies
- Scacco ragionato. Poesie dal '58 al '63, Milà, Scritti di Rivolta Femminile, 1985

## Filmografia
- Alzare il cielo (Carla Lonzi 1931-1982), documental de Gianna Mazzini, Loredana Rotondo, produït per L. Rotondo, Vuoti di Memoria, Rai Educational.